# 埃利馬爾·馬梅德亞羅夫
埃利馬爾·馬哈拉姆奧卢·馬梅德亞羅夫（發音：[elˈmɑɾ mæhæˈɾæm oɣˈlu mæmædˈjɑɾov]；1960年7月2日—）是一名阿塞拜疆外交官，曾於2004年4月2日至2020年7月16日間擔任亞塞拜然外交部部長。

## 早年
1960年7月2日，馬梅德亞羅夫生於苏联阿塞拜疆苏维埃社会主义共和国巴库。他的父親馬哈拉姆·馬梅德亞羅夫來自亞塞拜然轄下的納希切萬蘇維埃社會主義自治共和國。1977年至1982年間，馬梅德亞羅夫就讀國立基輔大學國際關係與國際法學院，之後於1988年至1991年間就讀蘇聯外交部外交學院（今俄羅斯聯邦外交部外交學院），取得歷史學博士學位；1989年至1990年間，他成為交換學者，前往美國布朗大学外交政策發展中心交流。

## 政治生涯
1982年起，馬梅德亞羅夫進入阿塞拜疆外交部服務，至1988年間他曾擔任二等秘書和一等秘書。1991年至1992年間，他成為亞塞拜然外交部禮賓司司長，之後他前往纽约的亞塞拜然常駐聯合國代表團供職至1995年。回國後，他成為亞塞拜然外交部國際組織司副司長，1998年調任為亞塞拜然駐美國大使館参赞，2003年7月2日升任駐義大利大使。2004年4月2日，他繼維拉亞特·古利耶夫成為亞塞拜然外交部部長，之後長期任職。2019年7月9日，時任阿塞拜疆总统伊利哈姆·阿利耶夫授予他一等祖國服務勳章。
在外交部部長任內，馬梅德亞羅夫曾繼奧地利的塞巴斯蒂安·库尔茨之後自2014年至2015年間擔任歐洲理事會部長理事會主席；2014年6月23日，他向歐洲理事會議員大會做了報告，強調要打擊貪腐和體育比賽造假。此外，他並以外交部部長身分擔任亞塞拜然聯合國教科文組織全國委員會主席。

### 去職
2020年7月，馬梅德亞羅夫因被指控在亞美尼亞與亞塞拜然的武裝衝突中反應遲緩而遭到總統阿利耶夫免職。7月15日，阿利耶夫在線上內閣視訊會議中嚴厲批評外交部在衝突發生時第一時間找不到馬梅德亞羅夫，表示：「總理一直在工作，我自己工作到早上，國防部部長、參謀本部參謀總長、國安局局長、內政部部長、對外情報局局長和安理會秘書則都工作到凌晨」，而當他詢問馬梅德亞羅夫在哪裡的時候，總理阿里·阿萨多夫回答「在家裡工作」。幾個小時後，馬梅德亞羅夫就遭到免職，由杰伊洪·巴伊拉莫夫繼任。